# مستلحمة أرجنتينية
مستلحمة أرجنتينية (الاسم العلمي: Hypocrea argentinensis) هي نوع من الفطريات يتبع جنس فطر المستلحمة من الفصيلة المستلحمية